# Minquartia guianensis
Minquartia guianensis är en tvåhjärtbladig växtart som beskrevs av Jean Baptiste Christophe Fusée Aublet. Minquartia guianensis ingår i släktet Minquartia och familjen Coulaceae. Inga underarter finns listade i Catalogue of Life.